# Episodi de I Simpson (tredicesima stagione)
La tredicesima stagione de I Simpson (serie di produzione DABF) è andata in onda negli Stati Uniti dal 6 novembre 2001 al 22 maggio 2002.
La stagione comprende 5 episodi della serie di produzione CABF, relativa alla precedente stagione.
In Italia sedici episodi sono stati trasmessi dal 6 al 27 ottobre del 2003, mentre altri cinque sono andati in onda insieme il 26 gennaio, tutti andati in onda su Italia 1; l'episodio L'erba di Homer è stato trasmesso il 2 febbraio 2004 assieme a quattro episodi della stagione successiva nella raccolta Red Hot Chili Simpson. La visione dell'episodio L'erba di Homer è stata vietata ai minori di 14 anni negli Stati Uniti, a causa delle tematiche riguardanti le droghe e i loro effetti.
In Italia perciò resta l'unico della serie a essere stato censurato in quanto è andato da allora in onda in seconda serata a differenza della trasmissione pomeridiana degli altri episodi che verranno in seguito replicati tutti saltandone la rimessa in onda. 
L'episodio 4, invece, è stato trasmesso regolarmente nella fascia oraria pomeridiana, ma, per motivi sconosciuti, non viene replicato.
Dal 20 settembre 2010 è in vendita il cofanetto contenente la tredicesima stagione completa.
Questa stagione è stata replicata su Italia 1 per la prima volta rimasterizzata in 16:9 e in alta definizione dal 10 febbraio all'8 marzo 2017, mentre l'episodio L'erba di Homer è stato replicato sempre per la prima volta in 16:9 e in alta definizione il 25 maggio 2017, dopo la prima serata de I Simpson - Il film.
| N° | Codice di produzione | Titolo italiano                    | Titolo originale             | Prima TV USA     | Prima TV Italia |
| -- | -------------------- | ---------------------------------- | ---------------------------- | ---------------- | --------------- |
| 1  | CABF19               | La paura fa novanta XII            | Treehouse of Horror XII      | 6 novembre 2001  | 26 gennaio 2003 |
| 2  | CABF22               | Genitori sotto accusa              | The Parent Rap               | 11 novembre 2001 | 26 gennaio 2003 |
| 3  | CABF20               | Homer il barista                   | Homer the Moe                | 18 novembre 2001 | 6 ottobre 2003  |
| 4  | CABF18               | Burns, fusto innamorato            | A Hunka Hunka Burns in Love  | 2 dicembre 2001  | 26 gennaio 2003 |
| 5  | CABF21               | Rigurgiti del passato              | The Blunder Years            | 9 dicembre 2001  | 7 ottobre 2003  |
| 6  | DABF02               | Lei di poca fede                   | She of Little Faith          | 16 dicembre 2001 | 8 ottobre 2003  |
| 7  | DABF01               | Tafferuglio in famiglia            | Brawl in the Family          | 6 gennaio 2002   | 9 ottobre 2003  |
| 8  | DABF03               | Dolce e amara Marge                | Sweets and Sour Marge        | 20 gennaio 2002  | 26 gennaio 2003 |
| 9  | DABF05               | A denti stretti                    | Jaws Wired Shut              | 27 gennaio 2002  | 10 ottobre 2003 |
| 10 | DABF04               | Proposta semi-decente              | Half-Decent Proposal         | 10 febbraio 2002 | 13 ottobre 2003 |
| 11 | DABF06               | Tra i due spasimanti il terzo gode | The Bart Wants What It Wants | 17 febbraio 2002 | 14 ottobre 2003 |
| 12 | DABF07               | L'ultima pistola del west          | The Lastest Gun in the West  | 24 febbraio 2002 | 26 gennaio 2003 |
| 13 | DABF09               | Nonno a quattro ruote              | The Old Man and the Key      | 10 marzo 2002    | 15 ottobre 2003 |
| 14 | DABF08               | Opere di pubblico dominio          | Tales from the Public Domain | 17 marzo 2002    | 16 ottobre 2003 |
| 15 | DABF10               | La colpa è di Lisa                 | Blame It on Lisa             | 31 marzo 2002    | 17 ottobre 2003 |
| 16 | DABF11               | L'erba di Homer                    | Weekend at Burnsie's         | 7 aprile 2002    | 2 febbraio 2004 |
| 17 | DABF12               | Homer alla berlina                 | Gump Roast                   | 21 aprile 2002   | 20 ottobre 2003 |
| 18 | DABF13               | Papà incacchiato                   | I Am Furious (Yellow)        | 28 aprile 2002   | 21 ottobre 2003 |
| 19 | DABF14               | Apu prende una sbandata            | The Sweetest Apu             | 5 maggio 2002    | 22 ottobre 2003 |
| 20 | DABF15               | Lisa pseudo-universitaria          | Little Girl in the Big Ten   | 12 maggio 2002   | 23 ottobre 2003 |
| 22 | DABF16               | Scherzo gobbo                      | The Frying Game              | 26 maggio 2002   | 24 ottobre 2003 |
| 21 | DABF17               | Il nuovo distintivo di papà        | Papa's Got a Brand New Badge | 19 maggio 2002   | 27 ottobre 2003 |

## La paura fa novanta XII
- Sceneggiatura: Joel H. Cohen, John Frink, Don Payne e Carolyn Omine
- Regia: Jim Reardon
- Messa in onda originale: 6 novembre 2001
- Messa in onda italiana: 26 gennaio 2003

Tre storie di Halloween, introdotte dai Simpson, che si recano da  Burns per il tradizionale Dolcetto o scherzetto?, ma vengono accolti da alcuni scheletri.
- Occhio al malocchio (Hex and the City): Per vendicarsi di Homer che le ha distrutto il negozio, una zingara getta una maledizione sulla famiglia Simpson, che trasforma tutti i suoi componenti in mostri: Marge si ritrova con la barba, Lisa diventa una mezza pony, Bart si ritrova con un collo anormalmente lungo e Maggie si trasforma in una coccinella. La famiglia sarà costretta a chiedere l'aiuto di un folletto.
- Robot dolce casa (House of Whacks): La casa dei Simpson viene gestita da un computer dotato di una sviluppatissima intelligenza artificiale e della voce di Pierce Brosnan e che finisce per innamorarsi di Marge. Per tale ragione la casa tenterà di uccidere Homer.
- Maghi maghetti (Wiz Kids): Parodia di Harry Potter in cui Bart e Lisa frequentano una scuola di magia. Il perfido Lord Montymort (Burns) approfitta dell'ingenuo Bart per rubare il prodigioso potere di Lisa.

- Guest star: Pierce Brosnan (una delle voci dell'Ultracasa 3000), Matthew Perry (una delle voci dell'Ultracasa 3000), Luca Ward (voce di Pierce Brosnan nella versione italiana)
- Frase alla lavagna: assente
- Gag del divano: assente

## Genitori sotto accusa
- Sceneggiatura: George Meyer e Mike Scully
- Regia: Mark Kirkland
- Messa in onda originale: 11 novembre 2001
- Messa in onda italiana: 26 gennaio 2003

Bart e Milhouse finiscono nei guai, ma mentre il secondo viene assolto dal giudice Roy Snyder, Bart viene costretto dalla severissima magistrata Grazia Negata (che prende il posto di Snyder in ferie) a rimanere ammanettato a Homer, giudicato colpevole quanto il figlio. 
Poco tempo dopo la sentenza viene estesa anche a Marge. Quest'ultima e Homer decidono di vendicarsi del giudice, vandalizzando la sua imbarcazione, ma vengono colti in flagrante. Durante il processo che ne segue, Bart decide di addossarsi ogni colpa ed essere giudicato al posto dei genitori. Tuttavia prima che Grazia Negata possa esprimere la propria sentenza, il suo posto viene ripreso dal giudice Snyder, che assolve il ragazzo.
- Guest star: Jane Kaczmarek (voce del giudice Grazia Negata), Luciana Littizzetto (voce del giudice Grazia Negata nella versione italiana)
- Frase alla lavagna: Queste nessuno le legge più
- Gag del divano: i Simpson, che sono nella barca disegnata sopra il divano, saltano giù e arrivano sul divano bagnando tutto.

## Homer il barista
- Sceneggiatura: Dana Gould
- Regia: Jen Kamerman
- Messa in onda originale: 18 novembre 2001
- Messa in onda italiana: 6 ottobre 2003

Per recuperare l'entusiasmo del proprio lavoro, Boe decide di ristrutturare il proprio bar, affidandosi a un designer, che rende il bar estremamente moderno e futuristico, rinominato "B". Scontenti del nuovo ambiente Homer, Barney, Lenny e Carl si lamentano con Boe, che per tutta risposta li caccia dal bar. Per ripicca Homer apre un bar nel garage di casa, spacciandolo per un club della caccia. Boe, adiratosi di ciò, chiede ad Homer di dimostrare che si tratta davvero di un club di caccia: per questo il capofamiglia Simpson organizza una battuta, che viene boicottata da Lisa e Boe, il quale però rimane ferito. Alla fine il bar di quest'ultimo viene ripristinato al suo vecchio stato ed Homer e Boe tornano a essere amici.
- Guest star: R.E.M. (voci di sé stessi)
- Frase alla lavagna: Un rutto in un barattolo non è una ricerca di scienza
- Gag del divano: i Simpson si buttano su una palla vestiti da giocatori di football americano e alla fine esce Maggie dal mucchio con la palla vincendo.

## Burns, fusto innamorato
- Sceneggiatura: John Swartzwelder
- Regia: Lance Kramer
- Messa in onda originale: 2 dicembre 2001
- Messa in onda italiana: 26 gennaio 2003

Homer inizia a lavorare come scrittore dei bigliettini dei biscotti della fortuna. Uno di questi biglietti predice a Burns che troverà l'amore. 
Casualmente Burns si imbatte in Gloria e se ne innamora. Aiutato da Homer, Burns riesce a fare breccia nel cuore della donna, fino ad arrivare al punto di chiederle di sposarla. Tuttavia irrompe Serpente, ex fidanzato di Gloria, che la rapisce. Burns riesce a salvare la donna, che però alla fine si dichiarerà ancora innamorata di Serpente.
- Guest star: Julia Louis-Dreyfus (voce di Gloria), Serena Dandini (voce di Gloria nella versione italiana), Oreste Lionello (voce di Woody Allen nella versione italiana)
- Frase alla lavagna: Il divertimento non ha un numero di taglia
- Gag del divano: i Simpson, vestiti da carcerati, scavano un tunnel e arrivano al divano.

## Rigurgiti del passato
- Sceneggiatura: Ian Maxtone-Graham
- Regia: Steven Dean Moore
- Messa in onda originale: 9 dicembre 2001
- Messa in onda italiana: 7 ottobre 2003

Per farsi perdonare da Marge per uno scherzo, Homer porta la famiglia al ristorante, dove un prestigiatore ipnotizza Homer, facendo venire a galla alcuni terribili ricordi del suo passato. Da piccolo infatti Homer mentre giocava in una diga abbandonata con Boe, Lenny e Carl si era imbattuto in un cadavere. Dopo alcune ricerche si scoprirà che tale cadavere arrivò nella diga tramite un canale proveniente dalla centrale nucleare di Burns. 
Il cadavere era il padre di Waylon Smithers.
- Guest star: Paul Newman (voce di sé stesso), Judith Owen (voce di sé stessa), Joe Mantegna (voce dell'ipnotizzatore)
- Frase alla lavagna: Non sono Charlie Brown sotto acido
- Gag del divano: i Simpson, arrivando sul divano, rimangono fermi sospesi a mezz'aria, parodiando gli attori del film Matrix.

## Lei di poca fede
- Sceneggiatura: Bill Freiberger
- Regia: Steven Dean Moore
- Messa in onda originale: 16 dicembre 2001
- Messa in onda italiana: 8 ottobre 2003

Un missile giocattolo di Bart e Homer danneggia gravemente la chiesa di Springfield e, per poter fare fronte ai danni, Lovejoy è costretto ad accettare l'aiuto economico del signor Burns che trasforma la chiesa in una specie di centro commerciale. 
Disgustata, Lisa abbandona la fede cristiana e nel cercare un'altra religione trova rifugio nel buddismo. Marge, Homer e il reverendo Lovejoy tentano in ogni modo di far tornare la bambina alla propria fede, fallendo nel tentativo. Rifugiatasi in un tempio buddista, Lisa ottiene dei consigli da Richard Gere che le rivela che i buddisti possono festeggiare il Natale e le altre feste cristiane, pur mantenendo la propria fede.
- Guest star: Richard Gere (voce di sé stesso), Mario Cordova (voce di Richard Gere nella versione italiana)
- Frase alla lavagna: Non esiste un cereale col mio nome
- Gag del divano: nel soggiorno c'è una grande slot machine e compaiono i volti dei Simpson, tranne Maggie che è stata rimpiazzata da un "7", che fanno uscire le monete della vincita.

## Tafferuglio in famiglia
- Sceneggiatura: Joel H. Cohen
- Regia: Matthew Nastuk
- Messa in onda originale: 6 gennaio 2002
- Messa in onda italiana: 9 ottobre 2003

Dopo essere stati arrestati per l'ennesima volta a causa di una rissa in famiglia, i Simpson vengono contattati da un assistente sociale, che gli insegna il gioco di squadra affinché possano comportarsi come una vera famiglia. Quando le cose volgono al meglio, però si ripresentano a casa Simpson Amber e Ginger, le due donne che Homer e Ned Flanders avevano sposato a Las Vegas. 
Dopo un primo momento di crisi familiare, i Simpson riescono a far annullare il matrimonio di Amber ed Homer con delle nuove nozze della donna con nonno Simpson, sposato in stato di ubriachezza. Ginger invece abbandona Flanders, reputandolo troppo strano.
- Guest star: Jane Kaczmarek (voce del giudice Grazia Negata), Delroy Lindo (Voce di Gabriel), Luciana Littizzetto (Voce del giudice Grazia Negata nella versione italiana)
- Frase alla lavagna: assente
- Gag del divano: nel soggiorno c'è un cespuglio; un giardiniere lo pota in modo che prenda la forma del divano con sopra la famiglia Simpson.

## Dolce e amara Marge
- Sceneggiatura: Carolyn Omine
- Regia: Mark Kirkland
- Messa in onda originale: 20 gennaio 2002
- Messa in onda italiana: 26 gennaio 2003

Homer compra un libro dei primati e da allora diviene ossessionato dall'idea di diventare egli stesso un recordman. Così riesce a convincere i suoi concittadini a formare la più alta piramide umana mai vista, ma proprio quando gli springfieldani stanno per entrare nel Guiness dei Primati, un incidente fa crollare la piramide umana. Tutte le persone formano una specie di gigantesca "palla" rotolante, che alla fine si ferma sopra una gigantesca bilancia per camion. Leggendo il peso riportato sulla bilancia, si scopre che Springfield è la città più cicciona del mondo. Mentre tutti gli abitanti sono contenti di essere entrati nel libro dei primati, Marge è invece molto seccata dal fatto che tutta la città sia in sovrappeso. Dopo aver scoperto che c'è zucchero in qualsiasi cosa gli springfieldani mangiano, la donna inizia a raccogliere una serie di firme per protestare al proprietario dello zuccherificio "AmoreDiMamma", Garth AmoreDiMamma. Dopo essere stata respinta in malo modo, Marge decide di fare causa alla "AmoreDiMamma" insieme a Gil (suo avvocato) e al Professor Frink (suo testimone). 
Alla fine il giudice Snyder accoglie le proteste e lo zucchero viene bandito da Springfield. Homer, disperato, decide di entrare in un gruppo segreto (capitanato da Garth AmoreDiMamma e comprendente il signor Burns, Apu e altri) per contrabbandare zucchero dall'isola di San Glucosio. La nave carica di zucchero arriva al porto di Springfield, ma quando Marge implora Homer di buttare a mare il carico, quest'ultimo obbedisce e tutto lo zucchero finisce in acqua. Tutti gli abitanti si tuffano a mare riscoprendo il dolce sapore dello zucchero, mentre il giudice Snyder si rende conto di essere andato ben oltre i propri poteri e rende nuovamente legale lo zucchero.
- Guest star: Ben Stiller (voce di Garth AmoreDiMamma), Ignazio La Russa (voce di Garth AmoreDiMamma nella versione italiana)
- Frase alla lavagna: assente
- Gag del divano: dopo che la famiglia Simpson si è seduta sul divano, un braccio meccanico prende Homer dalla testa e lo porta via mentre grida: "Il mio cervello!"
- Curiosità: nell'episodio si citano attori quali Leonard Nimoy (il signor Spock di Star Trek) e Marlon Brando; il film Erin Brockovich è spesso citato, dato che il segmento ne è in parte la parodia.

## A denti stretti
- Sceneggiatura: Matt Selman
- Regia: Nancy Kruse
- Messa in onda originale: 27 gennaio 2002
- Messa in onda italiana: 10 ottobre 2003

Dopo essersi rotto la mandibola, Homer è impossibilitato a parlare e a mangiare, per via di un apparecchio sul viso. In questo modo impara ad ascoltare i problemi degli altri e ad avere un atteggiamento galante. Marge si dimostra estremamente soddisfatta di come il marito sia diventato un perfetto gentiluomo, al punto di chiedergli di mantenere quel comportamento anche una volta tolto l'apparecchio. Ciò nonostante, la donna comincia a soffrire la noia della tranquillità conquistata in casa, da quando Homer si comporta in modo tranquillo e, in preda a un colpo di testa, si iscrive a un pericoloso Demolition derby. Per salvare Marge, l'uomo sarà costretto a riabbracciare il proprio stile di vita rischioso e folle.
- Guest star: Dana Gould (voce di sé stessa)
- Frase alla lavagna: assente
- Gag del divano: Homer, parodiando Charlie Chaplin nei film di Charlot, si siede con la famiglia sul divano.

## Proposta semi-decente
- Sceneggiatura: Tim Long
- Regia: Lauren MacMullan
- Messa in onda originale: 10 febbraio 2002
- Messa in onda italiana: 13 ottobre 2003

Marge vorrebbe far sottoporre Homer a un'operazione per farlo smettere di russare, ma l'intervento si rivela troppo costoso. In soccorso di Marge si presenta Artie Ziff, che Marge aveva contattato da casa di Patty e Selma durante una serata alcolica. Artie si offre di pagare l'intervento ad Homer se Marge passerà un fine settimana con lui. Riluttante Marge accetta. Arrivati nella sua reggia la donna scopre che Artie ha riprodotto il ballo del liceo andato male che si rivela un disastro quando, Artie approfittando di un suo momento di debolezza ruba un bacio sulle labbra a Marge. Homer che stava spiando la scena si convince che la moglie abbia scelto di stare con Artie Ziff e abbandona Springfield con Lenny per andare a lavorare in un giacimento petrolifero a Springfield Ovest (parodia del Texas). Mentre Homer e Lenny lavorano, dopo aver chiuso un pozzo si danno un cinque con gli occhiali protettivi, la luce del sole passa attraverso questi dando fuoco a una formica che poi lo estende a tutte le altre e, nell'andare a spegnersi danno fuoco a una pozzanghera di petrolio che poi si estende all'estrattore. 
Marge chiarirà l'equivoco col marito e lo andrà a riprendere con l'elicottero privato fornitole proprio da Artie. Il titolo e la trama dell'episodio sono una parodia del film Proposta indecente.
- Guest star: Jon Lovitz (voce di Artie Ziff)
- Frase alla lavagna: Non morderò la mano che mi dà da mangiare i manicaretti
- Gag del divano: dopo che il divano è stato portato via, Homer si dispera, invece Bart e Lisa si siedono per terra davanti alla TV.

## Tra i due spasimanti il terzo gode
- Sceneggiatura: John Frink e Don Payne
- Regia: Michael Polcino
- Messa in onda originale: 17 febbraio 2002
- Messa in onda italiana: 14 ottobre 2003

Bart diventa amico di Greta, la figlia dell'attore Rainer Wolfcastle, che si è innamorata di lui. Quando Bart si rende conto dei sentimenti di Greta, consigliato da Lisa, decide di lasciarla. Per vendicarsi Greta si fidanza con Milhouse, rendendo Bart fortemente geloso, che raggiunge Greta, Milhouse e a Toronto, dove Reiner sta girando un film. 
Qui Greta dichiara di non avere più interesse né in Bart né in Milhouse, che quindi ritornano a essere amici.
- Guest star: Reese Witherspoon (voce di Greta Wolfcastle), Wolfgang Puck (voce di sé stesso)
- Frase alla lavagna: L'albero della cuccagna non è una braciola
- Gag del divano: i Simpson anziché sedersi sul divano iniziano a ballare venendo raggiunti da ballerine, animali da circo, trapezisti, giocolieri, mangiatori di fuoco, illusionisti. La scena si sposta poi dal salotto a un palco da teatro, mentre in sottofondo la sigla viene sostituita da una musica da circo.

## L'ultima pistola del west
- Sceneggiatura: John Swartzwelder
- Regia: Bob Anderson
- Messa in onda originale: 24 febbraio 2002
- Messa in onda italiana: 26 gennaio 2003

Inseguito da un cane feroce e insistente, Bart si rifugia nella villa di Buck McCoy, un attore di western del passato. Dopo essersi informato sul passato di Buck, Bart torna a casa e racconta a Homer le gesta del nuovo conoscente, considerandolo il più grande uomo mai esistito nella storia, ma ciò suscita la gelosia di Homer. Dopo che Buck viene invitato per cena a casa dei Simpson, Lisa e Bart fanno di tutto per portarlo nello show di Krusty. Buck, innervosito per l'apparizione e impreparato, per tranquillizzarsi inizia a bere dell'alcol. Ubriaco e senza capire quello che sta facendo, Buck entra nello studio, spara verso il pubblico seduto che assiste allo spettacolo e a Krusty. Compiendo quel gesto, Bart perde fiducia in Buck ricredendosi sulla sua personalità; Homer, che dovrebbe essere sollevato dalle preoccupazioni e dalle sue gelosie, in realtà è preoccupato per i sentimenti del figlio. 
Così insieme a Marge, Homer cercherà di far smettere di bere Buck. Intanto Serpente sta rapinando la Banca Nazionale di Springfield; approfittando della situazione, Homer consiglia a Buck di irrompere in banca e catturare i banditi, in modo da aiutare Bart a fargli recuperare la fiducia che aveva in lui. Ascoltando i consigli, Buck si reca in banca mettendo fine alla rapina e riacquistando la fiducia di Bart.
- Guest star: Dennis Weaver (voce di Buck McCoy), Corrado Guzzanti (voce di Buck McCoy nella versione italiana)
- Frase alla lavagna: Far piangere Milhouse non è una ricerca di scienze
- Gag del divano: arrivando in soggiorno i Simpson trovano il ragazzo dalla voce stridula che bacia una ragazza sul divano.

## Nonno a quattro ruote
- Sceneggiatura: Jon Vitti
- Regia: Lance Kramer
- Messa in onda originale: 10 marzo 2002
- Messa in onda italiana: 15 ottobre 2003

Abe si infatua di Zelda, una nuova ospite della casa di riposo, che rimane impressionata dal fatto che il nonno guidi un'automobile (quella di Homer). 
Dopo un incidente, però quest'ultimo proibisce al nonno di prendere ancora l'auto mentre Zelda accetta le avances di un altro anziano auto-munito, che porta la donna a Branson. Aiutato da Bart, nonno Simpson ruba l'auto di Marge e raggiunge Zelda a Branson, soltanto per apostrofarla con l'appellativo "lucciola" e riconciliarsi con il figlio Homer.
- Guest star: Olympia Dukakis (voce di Zelda), Bill Saluga (voce di sé stesso)
- Frase alla lavagna: assente
- Gag del divano: arrivando in soggiorno i Simpson trovano il Blue Man Group che suona davanti al loro divano.

## Opere di pubblico dominio
- Sceneggiatura: Andrew Kreisberg, Josh Lieb e Matt Warburton
- Regia: Mike B. Anderson
- Messa in onda originale: 17 marzo 2002
- Messa in onda italiana: 16 ottobre 2003

Homer legge a Bart e Lisa 3 storie da un libro che avrebbe dovuto riconsegnare in biblioteca da anni:
- D'oh, Brother Where Art Thou?: Homer nei panni di Ulisse, dopo aver espugnato Troia, deve affrontare le sirene (Patty e Selma Bouvier), la maga Circe e il fiume Stige, prima di poter riabbracciare la sua Penelope-Marge.
- Hot Child in the City: Lisa nei panni di Giovanna d'Arco, riceve l'ordine da Dio di guidare i francesi alla vittoria nella guerra dei cent'anni. Tuttavia scoprirà che Dio ha ordinato a Willie di portare gli inglesi alla vittoria.
- Do the Bard, Man: Bart nei panni di Amleto, scopre che suo padre Homer è stato ucciso da suo zio Claudio (Boe Szyslak) che ha sposato sua madre Gertrude (Marge). Scoperto che Amleto vuole vendicarsi, Claudio incarica Laerte (Ralph Winchester) di uccidere Amleto.

Al termine dell'episodio, la famiglia Simpson si mette a danzare sulle note del tema musicale di Ghostbusters.
- Guest star: assente
- Frase alla lavagna: Il vampirismo non è una carriera
- Gag del divano: un paio di mani reali fa scorrere dei disegni in bianco e nero che rappresentano l'arrivo della famiglia Simpson nel soggiorno e il momento in cui si siedono sul divano.

## La colpa è di Lisa
- Sceneggiatura: Bob Bendetson
- Regia: Steven Dean Moore
- Messa in onda originale: 31 marzo 2002
- Messa in onda italiana: 17 ottobre 2003

Dopo aver ricevuto una bolletta telefonica esorbitante, la famiglia Simpson scopre che Lisa ha adottato un bambino in Brasile di nome Ronaldo. Preoccupati dal fatto di non avere più notizie di quest'ultimo da tempo, Lisa convince la famiglia a recarsi in Brasile per investigare. Qui però Homer viene rapito e alla famiglia viene richiesto un riscatto, che non è in grado di pagare. In aiuto della famiglia arriverà proprio Ronaldo, diventato ricchissimo grazie alla sua partecipazione a uno show televisivo.
- Guest star: assente
- Frase alla lavagna: assente
- Gag del divano: i Simpson sono marionette e nel momento in cui arrivano sul divano i fili si attorcigliano tra loro. La camera allarga l'immagine e si vede che è Matt Groening a dirigere le marionette.

## L'erba di Homer
- Sceneggiatura: Jon Vitti
- Regia: Michael Marcantel
- Messa in onda originale: 7 aprile 2002
- Messa in onda italiana: 2 febbraio 2004

Dopo aver iniziato a curare un piccolo orto nel giardino, Marge scopre che questo viene infestato dalle cornacchie e decide di costruire quindi uno spaventapasseri. Poco dopo averlo costruito, Homer tornato a casa di sera, scambia il fantoccio per un ladro e lo distrugge; così facendo le cornacchie iniziano a considerarlo il loro leader e lo seguono in qualunque posto lui vada, anche alla taverna di Boe. Successivamente il gruppo di cornacchie, dopo un litigio con Homer, finisce con l'attaccarlo e lo spediscono all'ospedale. Lì Hibbert gli prescrive una cura a base di marijuana che funziona da analgesico per il dolore agli occhi che Homer accusa. Quest'ultimo inizia quindi a fumare degli spinelli che gli causano molte allucinazioni, ma gli permettono di poter ricevere delle promozioni nella centrale nucleare poiché egli ride sempre alle battute del signor Burns. Successivamente, tramite votazione, viene bandito l'uso della marijuana come medicinale e le condizioni di Homer migliorano. Il signor Burns deve cercare di convincere gli investitori a versare 60 milioni di dollari per coprire le perdite, ma ora che Homer non può più fumare marijuana, non ride più alle battute del signor Burns, che, preoccupato, va a farsi un bagno e successivamente, Homer e Smithers trovano Burns apparentemente morto nella vasca. Usando il presunto cadavere come marionetta, Homer e Smithers riescono a convincere gli investitori a sborsare quella somma di denaro e a far riprendere il signor Burns dal suo stato di incoscienza.
- Guest star: Phish (voci di sé stessi)
- Frase alla lavagna: assente
- Gag del divano: nel soggiorno c'è un cespuglio; un giardiniere lo pota in modo che prenda la forma del divano con sopra la famiglia Simpson.

## Homer alla berlina
- Sceneggiatura: Deb Lacusta e Dan Castellaneta
- Regia: Mark Kirkland
- Messa in onda originale: 21 aprile 2002
- Messa in onda italiana: 20 ottobre 2003

Homer viene portato dalla propria famiglia al Friars' Club, show condotto da Krusty, nel quale l'uomo viene "celebrato" (ovvero sottoposto al rito nordamericano del roast) dai propri concittadini che mostrano alcuni clip degli episodi precedenti. 
Irrompono nello show Kang e Kodos, che dopo aver visto gli episodi relativi ad Homer, si sono convinti a distruggere l'umanità perché ritenuta troppo stupida. Lisa suggerisce agli alieni di scansionare la mente innocente della piccola Maggie per trovare qualcosa per cui valga la pena risparmiare la razza umana. Alla fine gli alieni, scoprendo le meraviglie delle celebrità hollywoodiane, decidono di rinunciare ai propri propositi.
- Guest star: assente
- Frase alla lavagna: assente
- Gag del divano: nel soggiorno c'è una grande slot machine e compaiono i volti dei Simpson, tranne Maggie che è stata rimpiazzata da un "7", che fanno uscire le monete della vincita.

## Papà incacchiato
- Sceneggiatura: John Swartzwelder
- Regia: Chuck Sheetz
- Messa in onda originale: 28 aprile 2002
- Messa in onda italiana: 21 ottobre 2003

Bart, ispirandosi alle disavventure di Homer disegna un fumetto chiamato Papà incacchiato, che ottiene un successo tale da essere acquistato da una società su internet che ne realizza un cartone animato in flash animation. Le storie di Papà incacchiato arrivano anche ad Homer, che riconosciutosi, decide di cambiare abitudini e placare il proprio nervosismo. Dopo aver represso in più occasioni la propria rabbia, alcuni bozzi nascono sul collo di Homer. Tuttavia davanti all'ennesimo scherzo di Bart (in cerca di materiale per i nuovi episodi di Papà incacchiato), Homer esplode e dà sfogo a tutta la propria ira. In seguito Hibbert rivelerà che in realtà reprimere la rabbia stava portando Homer a un esaurimento nervoso e lo scherzo di Bart gli ha salvato la vita. 
Allo stesso tempo Bart ha scoperto che la società è fallita.
- Guest star: Stan Lee (voce di sé stesso)
- Frase alla lavagna: assente
- Gag del divano: dopo che la famiglia Simpson si è seduta sul divano, un braccio meccanico prende Homer dalla testa e lo porta via mentre grida: "Aaahhh, il cervello!"
- Curiosità: nell'episodio compare il doppiatore di Homer, Dan Castellaneta, che ha un breve dialogo col suo personaggio, dove questi lo critica quando faceva parte del The Tracey Ullman Show.

## Apu prende una sbandata
- Sceneggiatura: John Swartzwelder
- Regia: Matthew Nastuk
- Messa in onda originale: 5 maggio 2002
- Messa in onda italiana: 22 ottobre 2003

Homer scopre Apu nell'atto di tradire Manjula, con l'affascinante Annette, una dei fornitori del suo negozio. Manjula scopre del tradimento tramite le registrazioni della sorveglianza e caccia di casa il marito, che si trasferisce negli appartamenti per scapoli dove vive anche Kirk Van Houten. Nonostante i buoni propositi di Homer e Marge di far riconciliare la coppia, Manjula arriva al punto di volere il divorzio, tranne poi ritornare sui propri passi quando Apu tenta di suicidarsi. Tuttavia per accettare nuovamente Apu accanto a lei, Manjula lo costringe a una serie di prove bizzarre (tra le quali una di Homer spedita al New York Times e un'altra voluta da Homer), che l'uomo sarà costretto a portare a compimento.
- Guest star: James Lipton (voce di sé stesso)
- Frase alla lavagna: assente
- Gag del divano: dopo che il divano è stato portato via, Homer si dispera, invece Bart e Lisa si siedono per terra davanti alla TV.

## Lisa pseudo-universitaria
- Sceneggiatura: Jon Vitti
- Regia: Lauren MacMullan
- Messa in onda originale: 12 maggio 2002
- Messa in onda italiana: 23 ottobre 2003

Lisa è costretta a frequentare un corso di ginnastica per recuperare i cattivi voti in educazione fisica. Qui conosce due ragazze universitarie che per via della danza hanno corpi esili come quelli di una bambina e che si convincono che anche Lisa sia una universitaria. 
Quest'ultima, approfitta della situazione per frequentare il campus fino a che Milhouse non rivela a tutti la verità. Lisa viene quindi snobbata dai compagni della scuola elementare che la ritengono troppo altezzosa e, per riconquistarli, si fa aiutare dal fratello Bart. Il ragazzo, a causa di una malattia infettiva è stato costretto a vivere in una specie di enorme sfera trasparente e Lisa utilizza la sfera per piombare sulla torta destinata ai festeggiamenti del preside Skinner, imbrattandolo e rovinandogli la festa, e al contempo recuperando la simpatia dei compagni.
- Guest star: Robert Pinsky (voce di sé stesso)
- Frase alla lavagna: assente
- Gag del divano: arrivando in soggiorno i Simpson trovano il ragazzo dalla voce stridula che bacia una ragazza sul divano.

## Scherzo gobbo
- Sceneggiatura: John Swartzwelder
- Regia: Michael Polcino
- Messa in onda originale: 19 maggio 2002
- Messa in onda italiana: 24 ottobre 2003

Homer lavora presso un servizio di consegne pasti a domicilio e si imbatte nella dimora di una ricca anziana, la signora Bellamy, che lo prende in simpatia e lo convince a fare molto più dei suoi semplici obblighi lavorativi, rendendo sia lui, sia Marge suoi camerieri. Tuttavia Bellamy viene trovata morta e la polizia arresta i due coniugi Simpson credendoli colpevoli. 
I due vengono condannati alla sedia elettrica, mentre Bart, Lisa e Maggie vengono adottati da Cletus e Brandine Spuckler. Alla fine per salvare la vita a Marge, Homer si prende tutta la colpa dell'omicidio, ma quando sta per essere giustiziato si scopre che l'intera storia è stata montata da uno show televisivo, Ti hanno fregato della FOX, a insaputa della famiglia Simpson, e la signora Bellamy, in realtà ancora viva, altro non è che Carmen Electra, conduttrice dello show.
- Guest star: Carmen Electra (voce di sé stessa), Frances Sternhagen (voce della signora Bellamy)
- Frase alla lavagna: assente
- Gag del divano: Homer, parodiando Charlie Chaplin nei film di Charlot, si siede con la famiglia sul divano.

## Il nuovo distintivo di papà
- Sceneggiatura: Dana Gould
- Regia: Pete Michaels
- Messa in onda originale: 22 maggio 2002
- Messa in onda italiana: 27 ottobre 2003

In seguito a una forte ondata di caldo e al conseguente uso selvaggio dei condizionatori d'aria, Springfield è vittima di un black out e di un grave saccheggio, in cui la polizia si rivela impotente. Homer, Lenny e Carl fondano un gruppo di vigilanza cittadina, lo SpringScudo, che si rivela anche più competente della polizia e Quimby decide di licenziare il commissario Winchester e dare ad Homer tutti i compiti della polizia. Tuttavia quest'ultimo si mette contro la mafia di Tony Ciccione, che gli intima di abbandonare la città o lo ucciderà. Homer chiede aiuto alla cittadinanza, ma nessuno si offre e quindi decide di aspettare da solo il suo destino. Tuttavia, nel momento in cui si presentano a casa Simpson, i mafiosi vengono messi in fuga da un misterioso cecchino, che si rivelerà essere Maggie.
- Guest star: assente
- Frase alla lavagna: assente
- Gag del divano: arrivando in soggiorno i Simpson trovano il Blue Man Group che suona davanti al loro divano.